# 중심앞 이랑
중심앞 이랑(precentral gyrus) 또는 중심전회는 뇌의 후전두엽(posterior frontal lobe) 표면에 있는 눈에 띄는 이랑이다. 이는 인간의 세포구축학(cytoarchitecture)적으로 브로드만 영역 4로 정의되는 일차 운동 피질의 부위이다.

## 같이 보기
- 중심뒤 이랑